# Calvari d'Ascó
El Clavari d'Ascó és una ermita d'Ascó (Ribera d'Ebre) inclosa a l'Inventari del Patrimoni Arquitectònic de Catalunya.

## Descripció
Situada al cim d'una muntanya situada al sud del nucli, coneguda com a "Monte Santo". El camí que hi puja té un Via Crucis format amb creus metàl·liques numerades, la darrera amb XIV. Petita ermita d'una sola nau de planta rectangular i absis no marcat en planta. S'hi accedeix per un portal d'arc de mig punt motllurat, amb una orla decorativa a la clau que incorpora la inscripció "Ramon Jorda Casó me fesit año 1807". Sobre d'aquest hi ha un òcul i una finestra cega d'arc de mig punt. Corona l'edifici un campanar d'espadanya ceràmic d'un sol ull.

## Història
Segons la tradició, aquesta ermita va ser construïda per un matrimoni que va negar-se al Dret de Cuixa, i des d'ençà que en diuen de Casa "Casó i s'hacabó".